# 도널드 크리스프

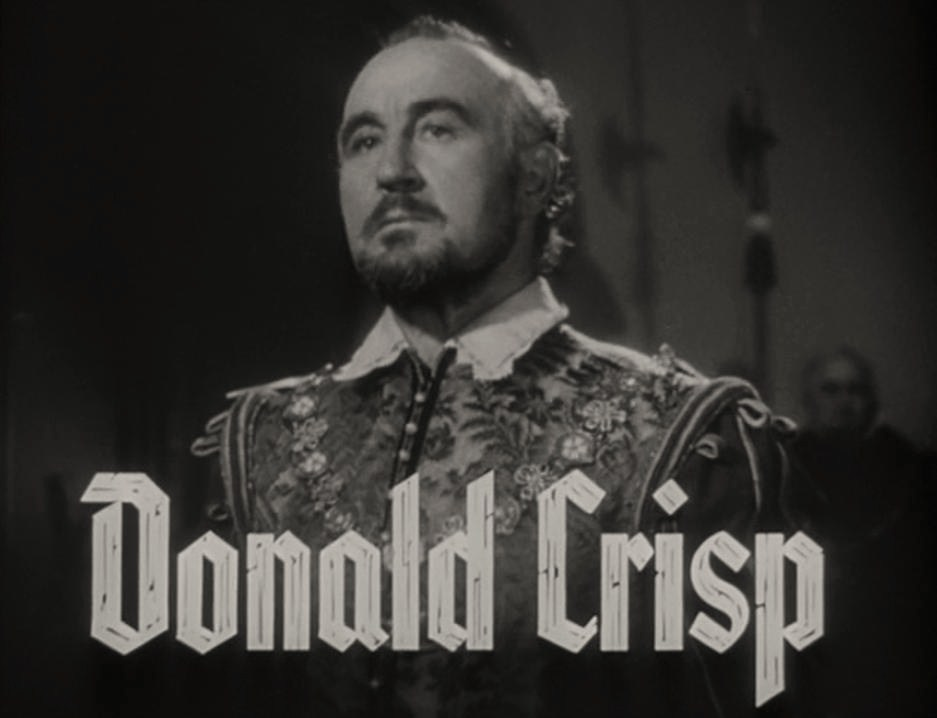
시 호크의 예고편에 등장한 도널드 크리스프

도널드 크리스프(Donald Crisp, 본명: 도널드 윌리엄 크리스프/Donald William Crisp, 1882년 7월 27일 ~ 1974년 5월 25일)는 잉글랜드인 영화 배우이자 초기 프로듀서, 감독, 각본가이다. 초기 무성 영화 시대부터 1960년대까지 경력을 지속했다. 1942년 나의 계곡은 푸르렀다의 자신의 공연을 통해 아카데미 남우조연상을 수상했다.
런던 보우에서 1882년 7월 27일 태어났다.

## 참여 작품

### 배우
- 픽 앨리의 총잡이
- 국가의 탄생
- 인톨러런스
- 흩어진 꽃잎
- 검은 해적 (영화)
- 레드 더스트 (1932년 영화)
- 바운티 호의 반란 (1935년 영화)
- 메리 오브 스코틀랜드
- 차즈 오브 더 라이트 브리게이드 (1936년 영화)
- 에밀 졸라의 생애
- 제저벨
- 새벽의 출격 (1938년 영화)
- 폭풍의 언덕 (1939년 영화)
- 시 호크
- 지킬 박사와 하이드씨 (1941년 영화)
- 나의 계곡은 푸르렀다
- 래시 집에 오다
- 녹원의 천사
- 래시의 아들
- 사랑의 결단
- 에딘버러시의 영웅
- 라라미에서 온 총잡이
- 폴리아나 (영화)

### 감독
- 항해자 (영화)